# کلوز سیتی (تگزاس)
کلوز سیتی (به انگلیسی: Close City) یک منطقهٔ مسکونی در ایالات متحده آمریکا است که در تگزاس واقع شده‌است. کلوز سیتی ۸۹۳٫۹۹ متر بالاتر از سطح دریا واقع شده‌است.